# هيو فرازير (قاضي)
هيو فرازير (بالإنجليزية: Hugh Fraser)‏ هو قاضي أسترالي، ولد في 14 يوليو 1957.